# Stretto di Stikine
Lo stretto di Stikine (Stikine Strait) è un canale marino che si trova in Alaska sud-orientale (Stati Uniti d'America).

## Dati fisici
Lo stretto fa parte del Borough di Wrangell vicino alla città di Wrangell (lo stretto termina a una decina di chilometri a sud-ovest dalla città) ed è compreso nell'area marittima Inside Passage e dell'Arcipelago Alessandro (Alexander Archipelago). Con un orientamento sud-ovest / nord-est divide a nord l'isola di Zarembo (Zarembo Island) dall'isola di Etolin (Etolin Island) a sud. Le sue acque inoltre collegano lo stretto di Clarence (Clarence Strait) alla città capoluogo del borough.

### Isole bagnate dallo stretto
Nello stretto sono presenti le seguenti principali isole (da sud a nord):
- Isola di Observation (Observation Island) [3] 56°10′02″N 132°43′23″W
- Isola di Molver (Molver Island) [4] 56°14′18″N 132°41′39″W
- Isola di Woronkofski (Woronkofski Island) [5] 56°23′56″N 132°29′39″W
- Isola di Vank (Vank Island) [6] 56°28′15″N 132°36′49″W

### Insenature e altre masse d'acqua
Nello stretto sono presenti le seguenti principali insenature (da sud a nord):
- Lato nord dello stretto (lungo la costa sud dell'isola di Zarembo:
  - Baia di Fritter (Fritter Cove) 56°22′37″N 132°38′47″W
  - Baia di Roosevelt (Roosevelt Harbor) 56°23′49″N 132°38′05″W
  - Baia di Deep (Deep Cove) 56°24′15″N 132°38′12″W
- Lato sud dello stretto (lungo la costa sud dell'isola di Etolin:
  - Baia di Steamer (Steamer Bay) [7] 56°10′00″N 132°42′08″W
  - Baia di Kindergarten (Kindergarten Bay) [8] 56°12′17″N 132°41′38″W
  - Baia di Quiet (Quiet Harbor) [9] 56°14′04″N 132°39′43″W
  - Baia di King George (King George Bay) [10] 56°19′00″N 132°32′42″W
  - Canale di Chichagof (Chichagof Pass) 56°21′30″N 132°28′12″W - Canale (o passaggio) tra le isole Etolin e Woronkofski.

### Promontori
Nello stretto sono presenti i seguenti promontori (da sud a nord):
- Lato nord dello stretto (lungo la costa sud dell'isola di Zarembo:
  - Promontorio Round (Round Point) [11] 56°16′38″N 132°39′27″W
  - Promontorio South Craig (South Craig Point) 56°23′25″N 132°37′18″W
  - Promontorio Middle Craig (Middle Craig Point) 56°26′15″N 132°39′44″W
- Lato sud dello stretto (lungo la costa sud dell'isola di Etolin:
  - Promontorio Steamer (Steamer Point) [12] 56°13′00″N 132°42′59″W
- Sull'isola di Woronkofsk:
  - Promontorio Reef (Reef Point) 56°21′27″N 132°33′39″W
  - Promontorio Ancon (Point Ancon) 56°24′16″N 132°33′19″W
  - Promontorio Wedge (Wedge Point) 56°25′14″N 132°32′08″W
- Sull'isola di Vank:
  - Promontorio Neal (Neal Point) 56°26′58″N 132°36′02″W

## Storia
Il nome dello stretto deriva da un nome indiano Tlingit ed è apparso per la prima volta in una pubblicazione idrografica russa del 1836 come "Proliv Stakhinskiy" o "Stakhin Strait". Il nome fa riferimento al fiume Stikine (un fiume che sfocia a nord-est di Wrangell - 56°36′53″N 132°22′17″W).

## Accessi e turismo
Il canale è una delle vie di accesso alla città di Wrangell. Il canale è inoltre utilizzato della società di navigazione Alaska Marine Highway con collegamenti verso Juneau e Wrangell.
Lo stretto si trova nella foresta Nazionale di Tongass (Tongass National Forest).

## Fauna
Nella fauna marina del canale si trovano: balene, leoni marini e aringhe (queste ultime molto numerose). Nel canale si pratica anche la pesca del salmone.